# Refugi de Tossals Verds

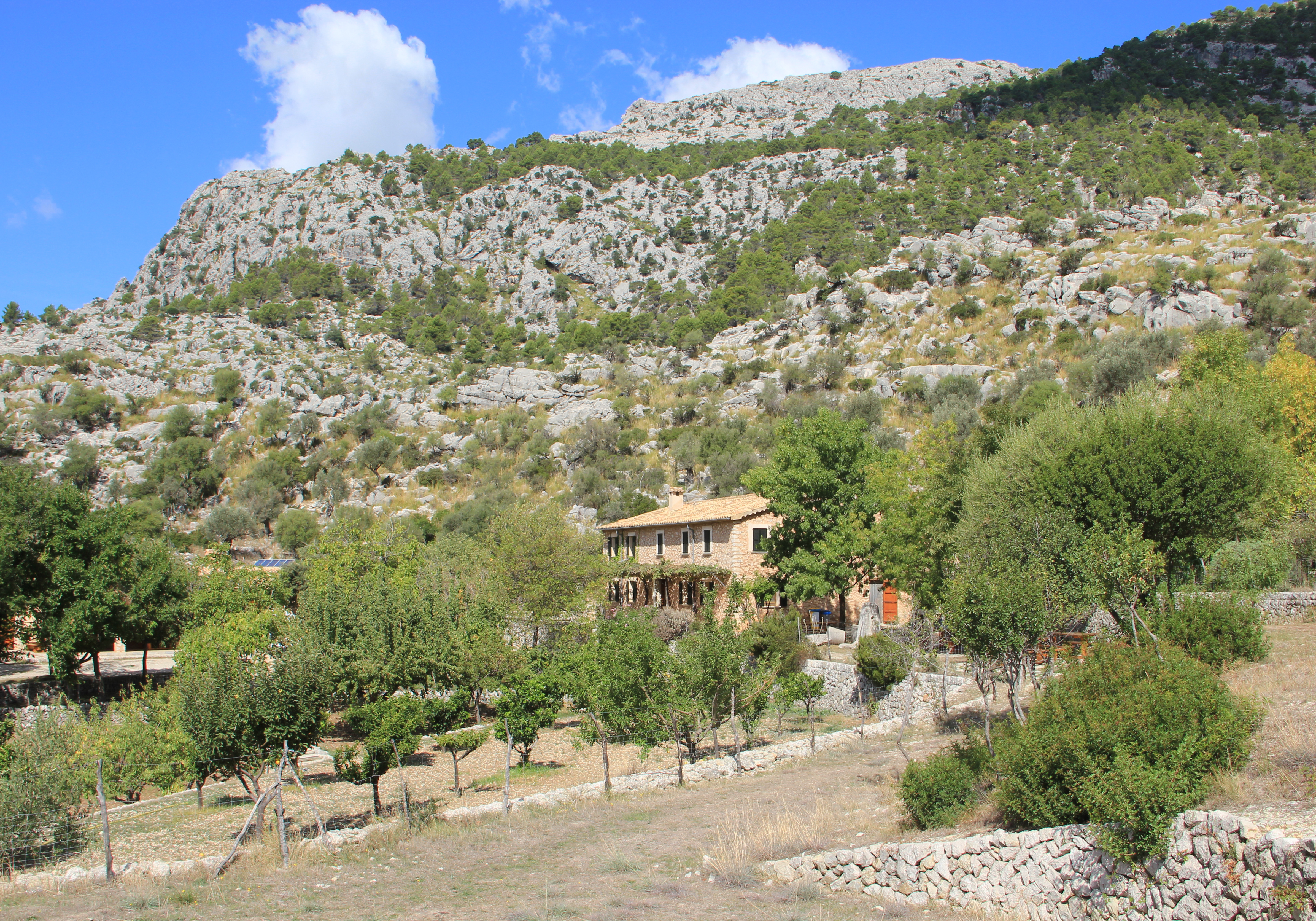
Die Berghütte Refugi de Tossals Verds am Fuß des gleichnamigen Berges

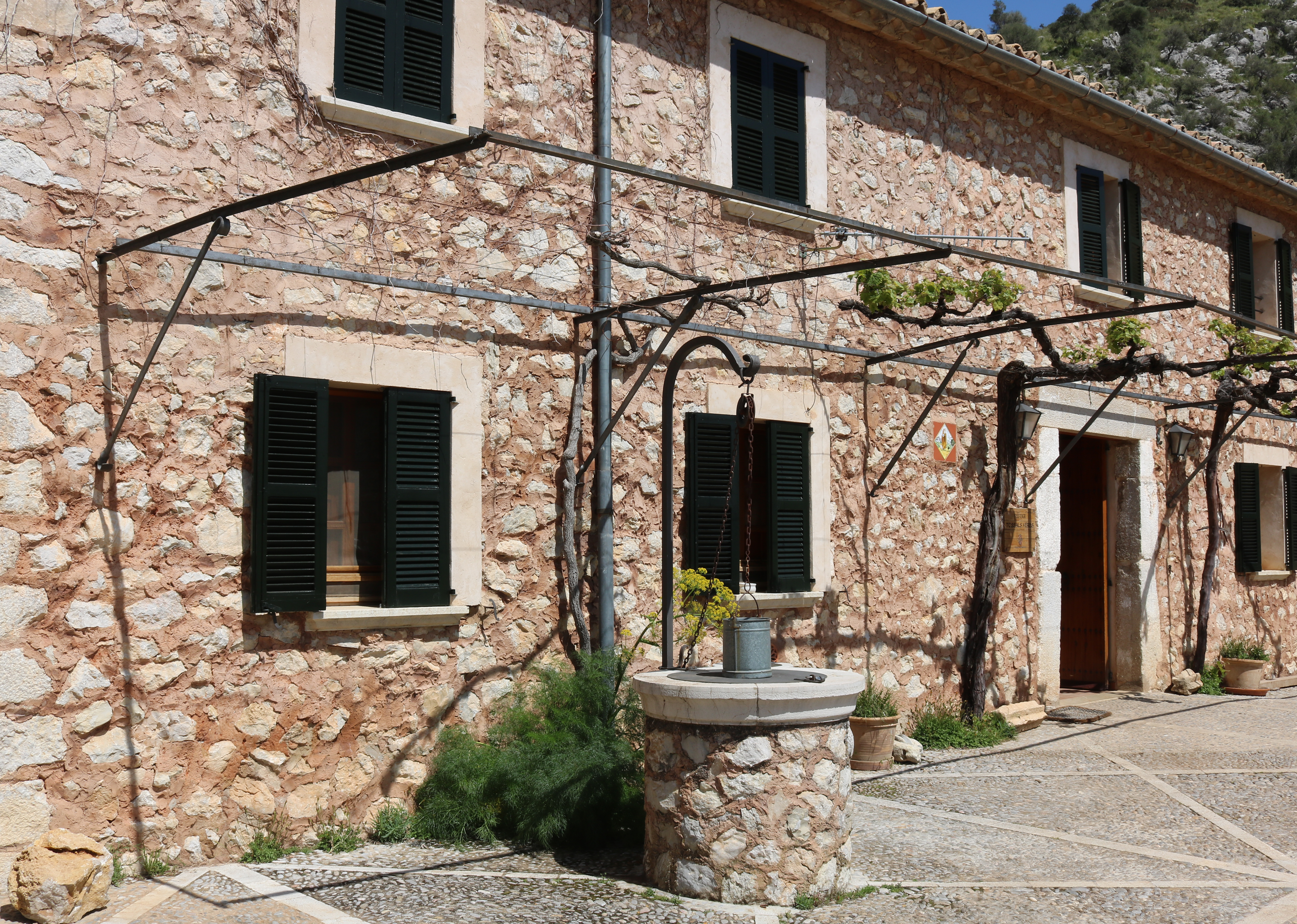
Ziehbrunnen vor dem Eingang der Berghütte

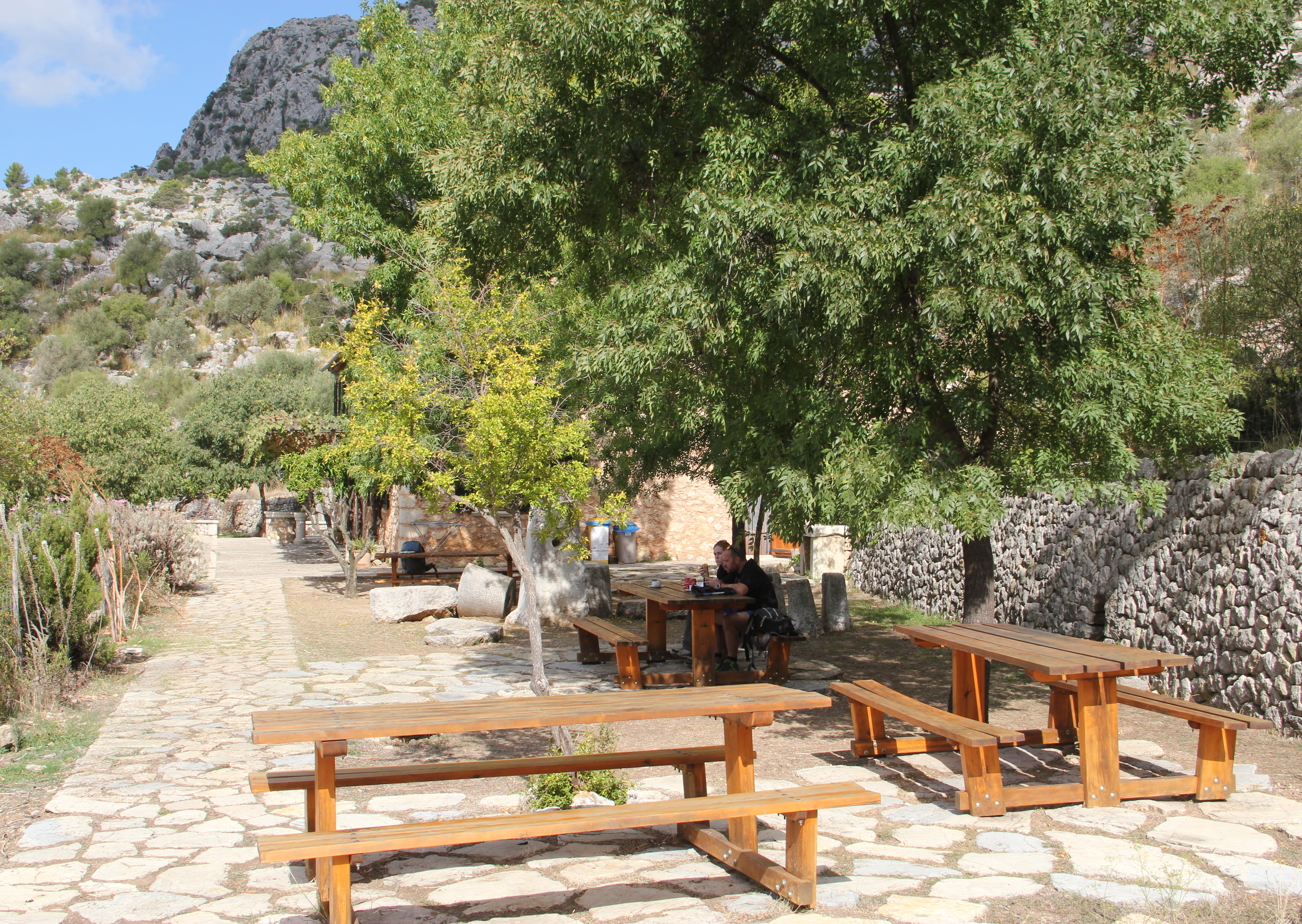
Schattige Picknickzone

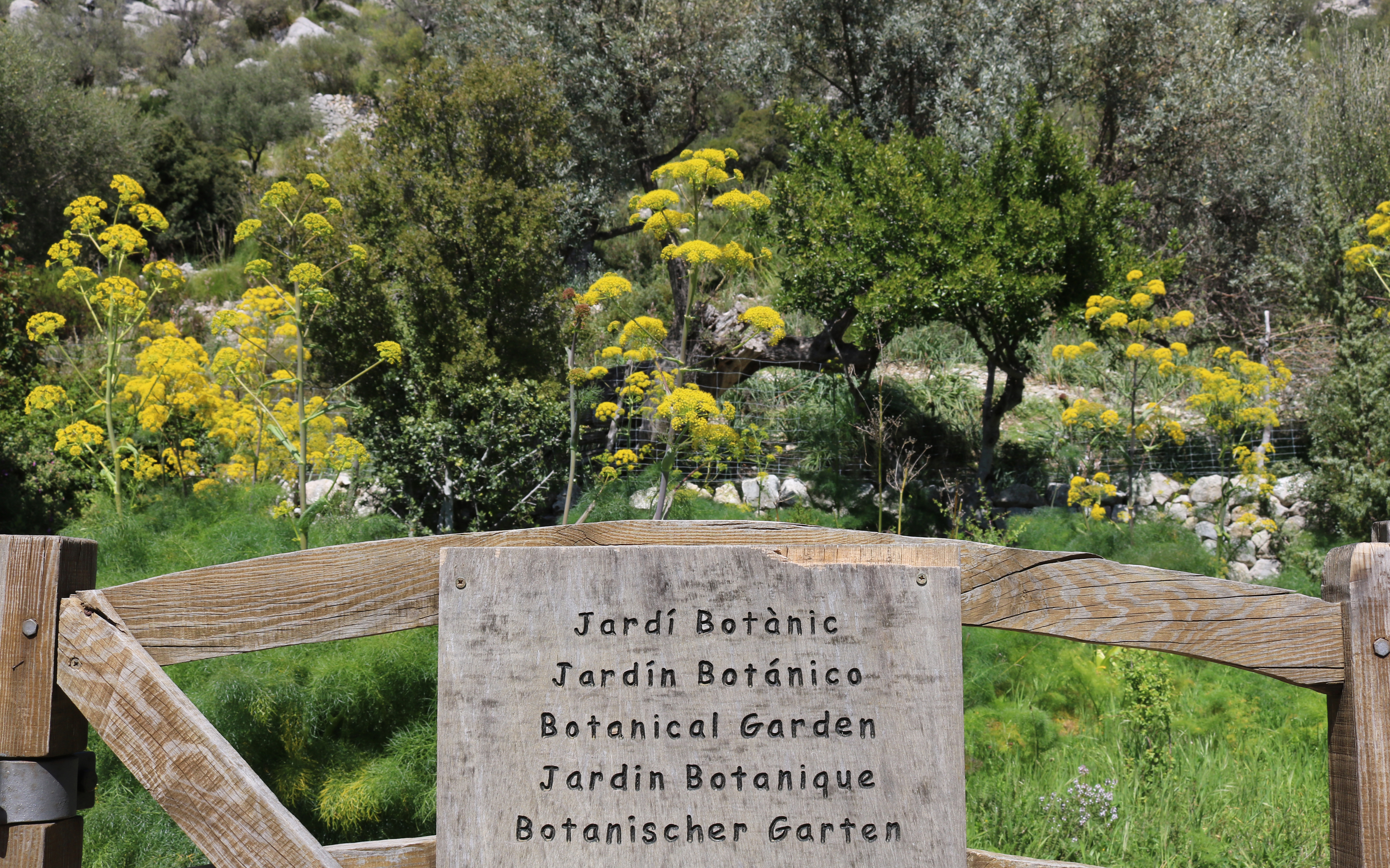
Der kleine botanische Garten

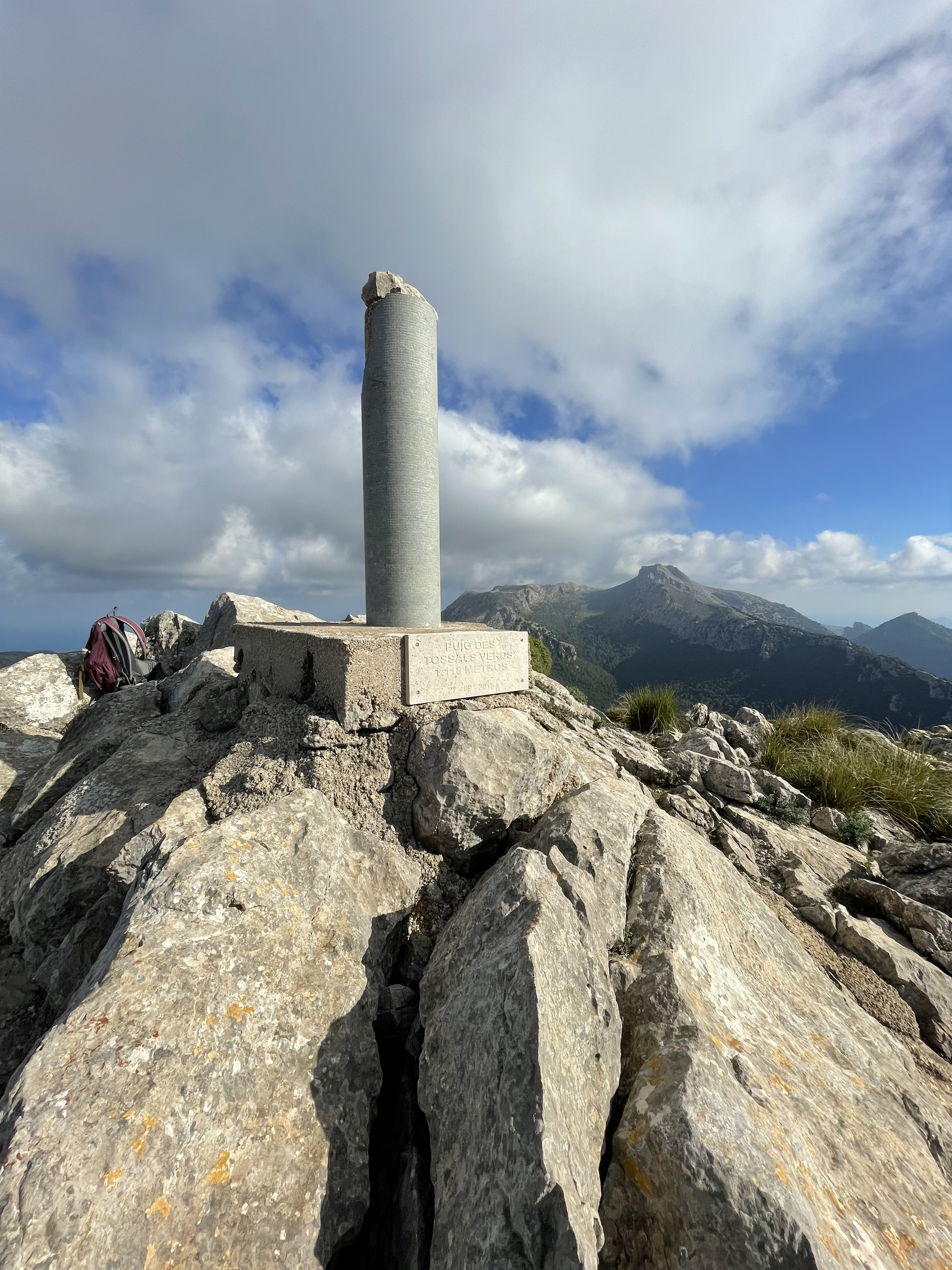
Puig des Tossals Verds, im Hintergrund rechts der Puig de Massanella

Der Refugi de Tossals Verds ist eine Berghütte in der Serra de Tramuntana auf der spanischen Mittelmeerinsel Mallorca. Sie liegt am Fernwanderweg GR 221, der das Mittelgebirge der Länge nach durchläuft. Die Hütte wird auch als Ausflugsziel von vielen Tageswanderern besucht. Benannt ist die Hütte nach dem 1118 m hohen Puig des Tossals Verds, sie liegt an dessen Südhang.

## Lage und Zugang
Die Berghütte befindet sich auf einer Höhe von 525 m. Von den acht Wanderherbergen am GR 221 ist sie die am weitesten von einer Straße entfernte Unterkunft. Sie liegt auf der Etappe von Sóller zum Santuari de Lluc. Tageswanderer bevorzugen den Zugang Font des Noguer (nahe am Stausee Cúber) an der Landstraße Ma-10, die Sóller mit Pollença verbindet. Von Font des Noguer (Bushaltestelle, Park- und Rastplatz) wird die Hütte auf dem gut markierten GR 221 in 2½ Stunden erreicht, die Wanderung kann von daher auch ohne Übernachtung als Tagesausflug unternommen werden.
Eine anspruchsvolle Variante des GR 221 führt über den Coll de Sa Coma des Ases und den Pas Llis, an dem eine mit einer Kette gesicherte Kletterstelle überwunden werden muss. Die Variante beginnt wenige Gehminuten westlich von Font des Noguer.

## Geschichte
Das im 19. Jahrhundert gebaute Gebäude war ursprünglich ein kleiner Bauernhof. Für den GR 221 wurde das Haus restauriert und umgebaut und 1995 als erste Wanderherberge Mallorcas eröffnet. Zunächst  auf 30 Personen  begrenzt fand schon bald eine Erweiterung auf 42 Schlafplätze statt, diese verteilen sich auf sieben Mehrbettzimmer. Die Hütte ist Eigentum der Inselregierung und wird auch von dieser verwaltet.

## Bewirtschaftung
Die Hütte wird bis auf eine kurze Schließzeit im Sommer ganzjährig bewirtschaftet, Mahlzeiten müssen jedoch schon bei der Buchung bestellt werden. In der näheren Umgebung gibt es keine weiteren Einkehrmöglichkeiten.
Am Hauptgebäude gibt es eine Picknickzone, einen Trinkwasserbrunnen und einen kleinen Botanischen Garten. Der Garten beherbergt rund 50 Arten der mediterranen Flora, u. a. kann dort der Balearen-Buchsbaum (Buxus balearica), Lorbeerblättriger Schneeball (Viburnum tinus) und die im Herbst blühende Felsen-Nelke (Dianthus rupicola) entdeckt werden. Auf den umliegenden Feldern stehen neben Olivenbäumen auch Mandel- und Feigenbäume.

## Benachbarte Hütten
- Zu dem Refugi de Son Amer in ca. 6½ Stunden
- Zu dem Refugi de Muleta in ca. 10 Stunden
- Zu der L’Hostatgeria del Castell d’Alaró in 5 Stunden

## Tourenmöglichkeiten
Von der Berghütte können verschiedene Tagestouren unternommen werden:
- Puig de Tossals Verds, hin und zurück ca. 5 Stunden[5]
- Canaleta de Massanella, hin und zurück ca. 3 Stunden
- Castell d’Alaró, hin und zurück ca. 10 Stunden